# Дунавски парк
45° 15′ 19.18″ N 19° 51′ 4.96″ E / 45.2553278° С; 19.8513778° И
Дунавски парк је градски парк у центру Новог Сада, која је почела да се уређује као парк 1895. године. Налази се у близини Дунава, ослања се на Дунавску улицу, па је тако добио и име.

## Историја
На овом месту је у 19. веку био Лиман, забарени рукавац Дунава, обрастао трском и врбама, легло комараца и жаба. Терен је био знатно нижи од околног простора око Мостобрана и завршетка Дунавске улице, јер је земља одавде коришћена за градњу насипа уз обалу Дунава. 
Када је одређено да се уреди парк, 1895. године најпре је насута земља у депресијама са муљевито-песковитом подлогом. Једино је на најнижој коти, 76 m надморске висине, остала бара, која је касније озидана, те је настало језеро са малим острвом названим „Ержебет“, на којем је засађена жалосна врба у спомен на аустроугарску царицу која је убијена 1898.
Интензивније уређење парка почело је првих година 20. века, када је на месту гостионице „Код енглеске краљице“ подигнута судска палата (данас Музеј Војводине). Тада је на простору испред ове палате засађена трава и дрвеће, а кроз травњак су направљене земљане стазе. У парку је постављена скулптура „Нимфа“ у виду водоскока, рад познатог новосадског вајара Ђорђа Јовановића. 
Следећа етапе уређивања Дунавског парка дошле су током двадесетих и тридесетих година двадесетог века. Реконструкција је урађена између 1958. и 1962, према пројекту др Ратибора Ђорђевића, када је парк добио данашњи изглед. 
Направљен је простор за игру деце и одмор. Од 33.695 m² парка, под зеленом површином је 22.000 m². Има укупно 760 стабала. Под заштитом државе је примерак храста лужњака. Од листопадног дрвећа овде има: платана, лешника, бреза, копривића, дивљег кестена, јавора, сребрне липе, јаблана; од четинара: јеле, чемпреса, црног бора, туја; од шибља: шимшира, жутике, јапанске дуње, црвеног дрена и др.
Делимично уређење Дунавског парка донело је проширење пешачких стаза, нову изолацију језера, израђена је чесма са пијаћом водом, повећан је број клупа итд. 
О Дунавском парку брине Јавно комунално предузеће Градско зеленило, чији стручњаци и радници преко целе године изводе различите радове у циљу одржавања и унапређења ове зелене површине.
Некада се део парка називао променада са салетлом у којем је викендом и празником свирао Војни градски оркестар. Данас често наступа Музичка омладина или мањи оркестри који прате тек венчане парове.
Уредбом о заштити природе III степена, ово природно добро од великог значаја II категорије проглашено је за Споменик природе.